# Kościół św. Anny w Zębie
Kościół św. Anny w Zębie – kościół drewniany z początków XX wieku, położony w Zębie, w województwie małopolskim, w powiecie tatrzańskim, w gminie Poronin.

## Historia
Budowę rozpoczęto w roku 1915, ukończono w 1921. W 1932 arcybiskup krakowski Adam Sapieha erygował parafię w Zębie, obejmującą dodatkowo wsie Bustryk i Sierockie.
Kościół wybudowany został według projektu Jędrzeja Gracy (przydomek Gobera) z Bustryku, ołtarz główny projektował Wojciech Brzega. Wykonawcą projektu był Jan Ustupski z Zakopanego, wystrój wnętrza wykonał Jan Tylka z Zakopanego. Ołtarze boczne i bogato zdobioną chrzcielnicę z rzeźbą Jezusa i Jana Chrzciciela wykonał artysta Franciszek Bobak Końcowy z Zębu. 

## Architektura

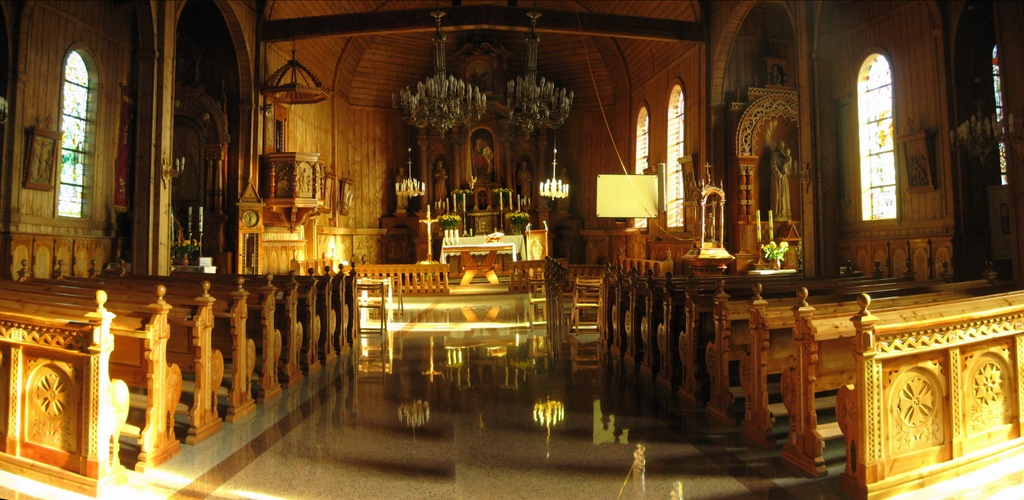
Wnętrze kościoła

Kościół jednonawowy, wzniesiony z drewna. Elewacja prezbiterium jest oszalowana pionowo, dach i elewacje wieży kryte gontem. Wieża o konstrukcji słupowo-ramowej. Dachy prezbiterium i transeptu są dwuspadowe, na dachu prezbiterium znajduje się sygnaturka.
Ołtarz główny z obrazem św. Anny, po jego bokach drewniane rzeźby św. Jana Ewangelisty i św. Jakuba Starszego, w górnej części ołtarza obraz przedstawiający św Trójcę.